# Miyako (Fukuoka)
Miyako (jap. みやこ町, -machi) ist eine Stadt im Miyako-gun in der japanischen Präfektur Fukuoka.

## Geschichte
Miyako entstand am 20. März 2006 aus dem Zusammenschluss der Machi Katsuyama, Saigawa und Toyotsu.
In Toyotsu wurden Überreste aus der Altstein-, der Jōmon-, der Yayoi- und der Kofun-Zeit gefunden.
Da in Toyotsu Überreste der von Gebäuden der Provinzverwaltung (Kokufu) und einem Provinztempel gefunden, wird davon ausgegangen, dass es die Hauptstadt der Provinz Buzen war.
Nachdem Ogasawara Tadanobu, der Daimyō des Han (Lehen) Kokura, im Krieg mit dem Han Chōshū die Burg Kokura niederbrennen ließ, verlegte er 1866 den Lehenssitz erst nach Kawara und 1870 nach Toyotsu. Mit der Abschaffung der Han am 29. August 1871 wurde Toyotsu die Hauptstadt der kurzlebigen Präfektur Toyotsu, die bereits am 25. Dezember desselben Jahres in der Präfektur Kokura aufging.
1876 war Toyotsu ein Schlachtfeld des Akizuki-Aufstandes, einem von vielen Aufständen der kurz vorher abgeschafften Samurai-Kaste gegen die Regierung.

## Verkehr
- Straße:
  - Nationalstraße 10, nach Kitakyūshū oder Kagoshima
  - Nationalstraße 201, nach Fukuoka oder Kanda
  - Nationalstraße 496, nach Yukuhashi oder Hita
  - Nationalstraße 500, nach Beppu oder Tosu
- Zug:
  - Heichiku Tagawa-Linie, nach Yukuhashi oder Tagawa

## Bildung
Im Stadtteil Katsuyama befinden sich die Grundschulen Isayama, Kubo und Kuroda, sowie die Mittelschule Katsuyama.
Im Stadtteil Toyotsu befinden sich die Grundschulen Toyotsu, Setsumaru und Haraigō, die städtisch-betriebene Mittelschule Toyotsu, sowie die von der Präfektur betriebene Ikutokukan-Mittel- und Oberschule, in der Mittel- und Oberschule zusammengefasst sind.
Im Stadtteil Saigawa befinden sich die Grundschulen Saigawa, Kamitakaya, Yanase, Kii und Irahara, sowie die Mittelschulen Saigawa und Irahara.

## Söhne und Töchter der Stadt
- Yoshida Masuzō, 吉田 増蔵, Gelehrter; damals noch Katsuyama
- Hayama Yoshiki (1894–1945), Schriftsteller; damals noch Toyotsu
- Sakai Toshihiko (1871–1933), 堺 利彦, Sozialist, Denker, Schriftsteller; damals noch Toyotsu

## Angrenzende Städte und Gemeinden
- Kitakyūshū
- Yukuhashi
- Chikujō
- Kawara
- Soeda
- Aka
- Nakatsu